# Bernard Cazeneuve
Bernard Cazeneuve (* 2. června 1963 Senlis) je francouzský socialistický politik. Od prosince 2016 do května 2017 byl francouzským premiérem. V květnu 2017 jej po prezidentských volbách nahradil republikán Édouard Philippe, kterého jmenoval premiérem nově zvolený prezident Emmanuel Macron.

## Život
Byl poslancem Národního shromáždění za departement Manche, v letech 2001–2012 starostou severofrancouzského města Cherbourg-Octeville, 2012–2013 ministrem pro evropské záležitosti, 2013–2014 ministrem financí a 2014–2016 ministrem vnitra. V prosinci 2016 dosavadní premiér Manuel Valls podal demisi, neboť se chtěl věnovat předvolební kampani na francouzského prezidenta, na kterého chce v dubnu 2017 kandidovat. Na zbytek volebního období byl premiérem jmenován Bernard Cazeneuve. Šlo o historicky nejkratší působení v tomto úřadu.
Jeho otec Gérard Cazeneuve byl francouzský Alžířan, který v roce 1962 přišel s manželkou Daniele do Francie a stal se předsedou socialistické strany v malém městě Senlis severně od Paříže. Zde se o rok později narodil syn Bernard. Ten vystudoval Institut politických studií v Bordeaux a poté vstoupil do socialistické strany. Pracoval jako právní poradce skupiny družstevních bank Groupe Banque Populaire a později vstoupil do státní správy. V roce 1995 se oženil se Véronique Beau, ředitelkou nakladatelství, s níž má dvě děti. Po rozvodu se oženil znovu v roce 2015.